# فيليكس خوسيه هرنانديز
فيليكس خوسيه هرنانديز (بالإسبانية: Félix José Hernández Sánchez) (18 أبريل 1972 في فنزويلا - ) هو مدرب كرة قدم ولاعب كرة قدم فنزويلي في مركز الوسط. شارك مع منتخب فنزويلا لكرة القدم. أما مع النوادي، فقد لعب مع بوليديبورتيفو إيخيذو وDeportivo Anzoátegui S.C. ‏ وديبورتيفو ميراندا وNacional Táchira ‏ وAtlético Celaya ‏.

## وصلات خارجية
- فيليكس خوسيه هرنانديز على موقع ناشيونال فوتبول تيمز (الإنجليزية)